# 13009 Voloshchuk
13009 Voloshchuk este un asteroid din centura principală de asteroizi.

## Descriere
13009 Voloshchuk este un asteroid din centura principală de asteroizi. A fost descoperit pe 13 august 1985 la Observatorul de Astrofizică din Crimeea de Nikolai Cernîh. Asteroidul prezintă o orbită caracterizată de o semiaxă mare de 2,59 ua, o excentricitate de 0,20 și o înclinație de 14,1° în raport cu ecliptica.